# E poi c'è Katherine
E poi c'è Katherine (Late Night) è un film del 2019 diretto da Nisha Ganatra.

## Trama
Katherine è la leggendaria presentatrice del “Tonight with Katherine Newbury”, uno show televisivo comico dal successo pluriventennale, che negli ultimi anni ha cominciato a perdere ascolti, al punto da mettere a rischio la sua stessa carriera.
Famosa per la sua freddezza e il suo velato odio per le altre donne, le viene consigliato dai dirigenti dell’emittente televisiva, di assumere almeno una scrittrice nel suo staff di soli uomini. Per salvare le apparenze, la conduttrice accetta mal volentieri la richiesta assumendo la prima ed unica donna che si presenta al colloquio: Molly Patel, una giovane di origini indiane priva di esperienze in ambito televisivo, ma con tanta passione e grinta.
Nonostante la diffidenza iniziale da parte dei colleghi e della stessa Katherine, Molly si rivelerà essere un'inaspettata quanto preziosa risorsa; grazie alla sua schiettezza, alla sua innata comicità pungente e al suo carattere un po' invadente, riuscirà infatti a riportare il successo allo show televisivo salvando così la carriera della conduttrice.

## Distribuzione
Dopo l'anteprima al Sundance Film Festival il 25 gennaio 2019, Amazon Studios ha acquistato i diritti di distribuzione per 13 milioni di dollari.
La pellicola è stata distribuita nelle sale cinematografiche negli Stati Uniti il 7 giugno 2019.

## Riconoscimenti
- 2020 - Golden Globe[4]
  - Candidatura per la migliore attrice in un film commedia o musicale a Emma Thompson